# 孫元化
孫 元化（そん げんか、1582年 - 1632年）は、明代の軍事技術者・官僚。字は初陽、号は火東。本貫は松江府嘉定県。

## 生涯
1612年（万暦40年）、郷試に及第した。徐光啓に師事して、西洋の砲術を得意とした。1621年（天啓元年）、キリスト教に入信し、イエズス会による嘉定県での布教に協力した。1622年（天啓2年）、広寧が後金の攻撃により陥落すると、元化は北京防備と辺境防衛の2策を上書した。孫承宗の請願により、元化は遼東経略の軍中で協力することになり、砲台を建てて砲術を教練した。元化は寧遠・前屯に拠るよう遼東経略の王在晋に策を献じたが、王在晋に用いられなかった。孫承宗の上奏により、元化は兵部司務に任じられた。孫承宗が王在晋に代わって遼東経略となると、元化の言のとおり砲台が築かれた。元化は兵部職方主事に任じられた。袁崇煥が寧遠に駐屯すると、元化は袁崇煥に協力した。1626年（天啓6年）、後金のヌルハチが寧遠を攻撃すると、元化の設置した紅夷大砲が威力を発揮し、後金軍を撃退した（寧遠の戦い）。1627年（天啓7年）2月、元化は罷免された。
1628年（崇禎元年）、元化は武選員外郎として起用され、兵部職方郎中に進んだ。山東右参議に転じ、寧前道兵備副使をつとめた。1630年（崇禎3年）、皮島副将の劉興治が反乱を起こすと、朝廷は登萊巡撫を復活させることにした。元化は右僉都御史に抜擢されて登萊巡撫に任じられ、登州に駐屯した。1631年（崇禎4年）、皮島衆が劉興治を殺して降ると、元化は副将の黄龍に皮島衆を率いさせ、その兵6000人を選抜した。孔有徳が反乱を起こしたが、元化はこの反乱に対処できなかった。1632年（崇禎5年）1月、孔有徳が登州を陥落させ、元化は捕らえられたが、まもなく釈放された。3月、元化は錦衣衛に逮捕された。首輔の周延儒が元化を死罪から救おうと図ったが、赦免されなかった。そこで元化の師の徐光啓を入閣させて元化を救おうと図ったが、やはり赦されなかった。7月己未、元化は処刑されて棄市された。享年は51。著書に『経武全編』10巻・『文集』100巻があった。